# A Modern Musketeer
A Modern Musketeer (bra Um Moderno Mosqueteiro, ou Um Mosqueteiro Moderno) é um filme mudo norte-americano de 1917, dos gêneros aventura e comédia, dirigido e escrito por Allan Dwan. Foi baseado no conto "D’Artagnan of Kansas", de E.P. Lyle Jr. O filme foi produzido e estrelado por Douglas Fairbanks.

## Elenco
- Douglas Fairbanks como Ned Thacker/D'Artagnan
- Marjorie Daw como Elsie Dodge
- Kathleen Kirkham como Sra. Dodge
- Eugene Ormonde como Forrest Vandeteer
- Edythe Chapman como Sra. Thacker
- Frank Campeau como Chin-de-dah
- Tully Marshall como James Brown
- ZaSu Pitts (não creditada)
- Charles Stevens como Indiano (não creditado)